# Real Federación Española de Deportes de Invierno
La Real Federación Española de Deportes de Invierno (RFEDI) es una entidad integrada por las federaciones autonómicas de deportes de invierno, clubes deportivos, deportistas, jueces, delegados técnicos y entrenadores de España que se dedican a los deportes de su competencia agrupados en esta federación.

## Competencias de la RFEDI
La RFEDI ostenta la representación de España en las actividades y competiciones deportivas oficiales de carácter internacional celebradas fuera y dentro del territorio español. Es competencia de la RFEDI la elección de los deportistas que han de integrar las Selecciones o Equipos nacionales.
Corresponde a la RFEDI la representación internacional exclusiva del Estado español ante la Federación Internacional de Esquí (FIS), a la que pertenece como miembro.

## Especialidades deportivas de la RFEDI
- Esquí Alpino
- Esquí de Fondo
- Esquí Acrobático
- Saltos de Esquí
- Snowboard
- Biatlón
- Mushing

La RFEDI se encarga de calificar y organizar, las actividades y competiciones deportivas oficiales de ámbito nacional de estas especialidades, así como los planes de preparación de los deportistas de alto nivel en sus respectivas especialidades deportivas.
Es responsabilidad de la RFEDI, organizar o tutelar las competiciones oficiales de carácter internacional de estas especialidades que se celebren en territorio nacional.

## Formación y Enseñanza Técnica
La REFDI, mediante el Comité de Formación y Enseñanza Técnica, colabora en la formación de técnicos deportivos y en la enseñanza de los deportes de la federación.

## Afiliaciones
La RFEDI forma parte como miembro, de la Federación Internacional de Esquí (FIS), que es el organismo mundial que se dedica a regular las normas de los deportes de esquí a nivel competitivo, así como de celebrar periódicamente competiciones y eventos internacionales en cada una de sus disciplinas. También es una de las 67 federaciones nacionales que forma parte de la Unión Internacional de Biatlón (IBU) que rige este deporte.
La RFEDI está inscrita en el Comité Olímpico Español en calidad de federación con especialidades deportivas olímpicas así como en la COFEDE.